# Carlos José García
Carlos José García (12 de novembro de 1971) é um ex-futebolista venezuelano que atuava como defensor.

## Carreira
Carlos José García integrou a Seleção Venezuelana de Futebol na Copa América de 1995.